# 全美戲院

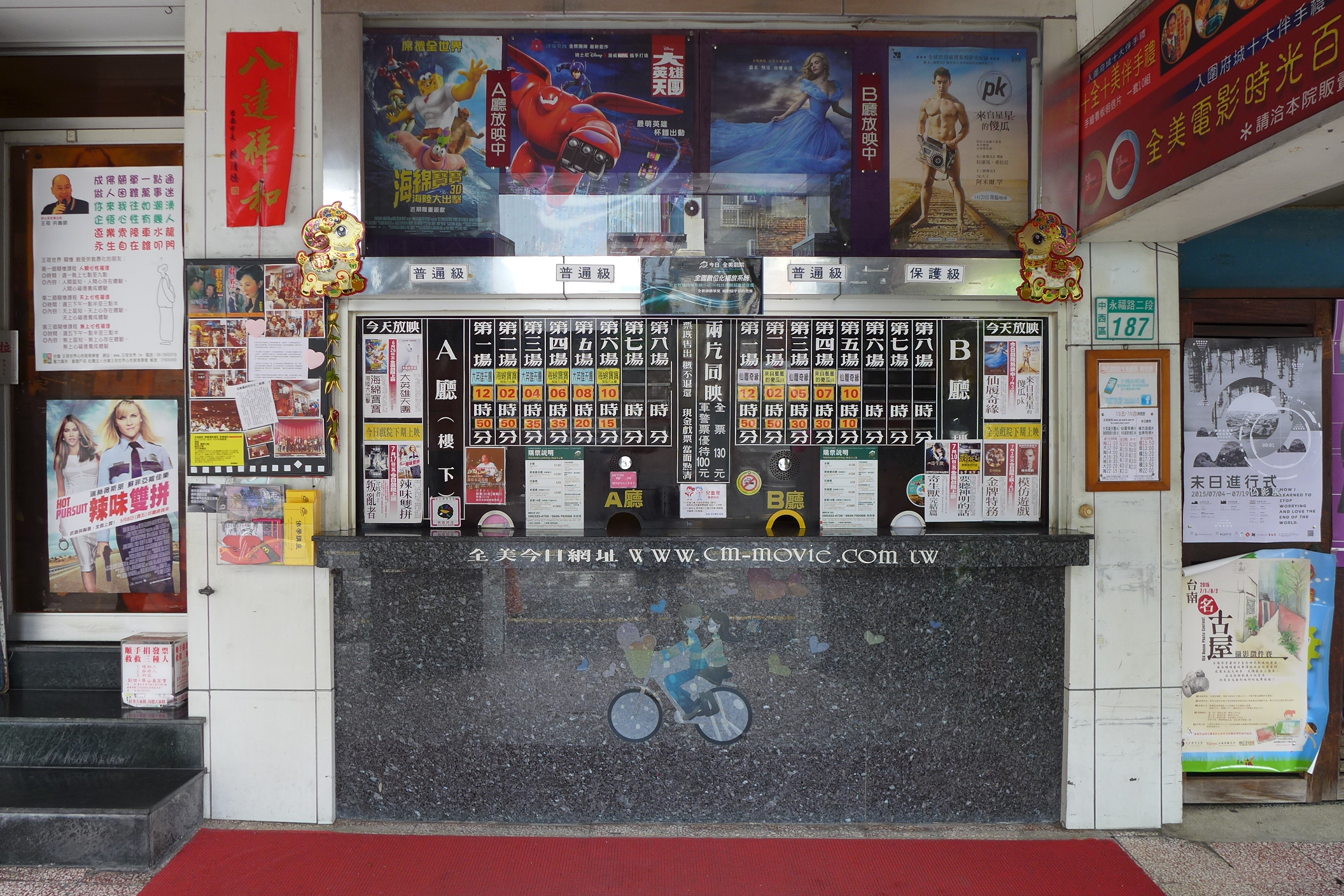
售票處

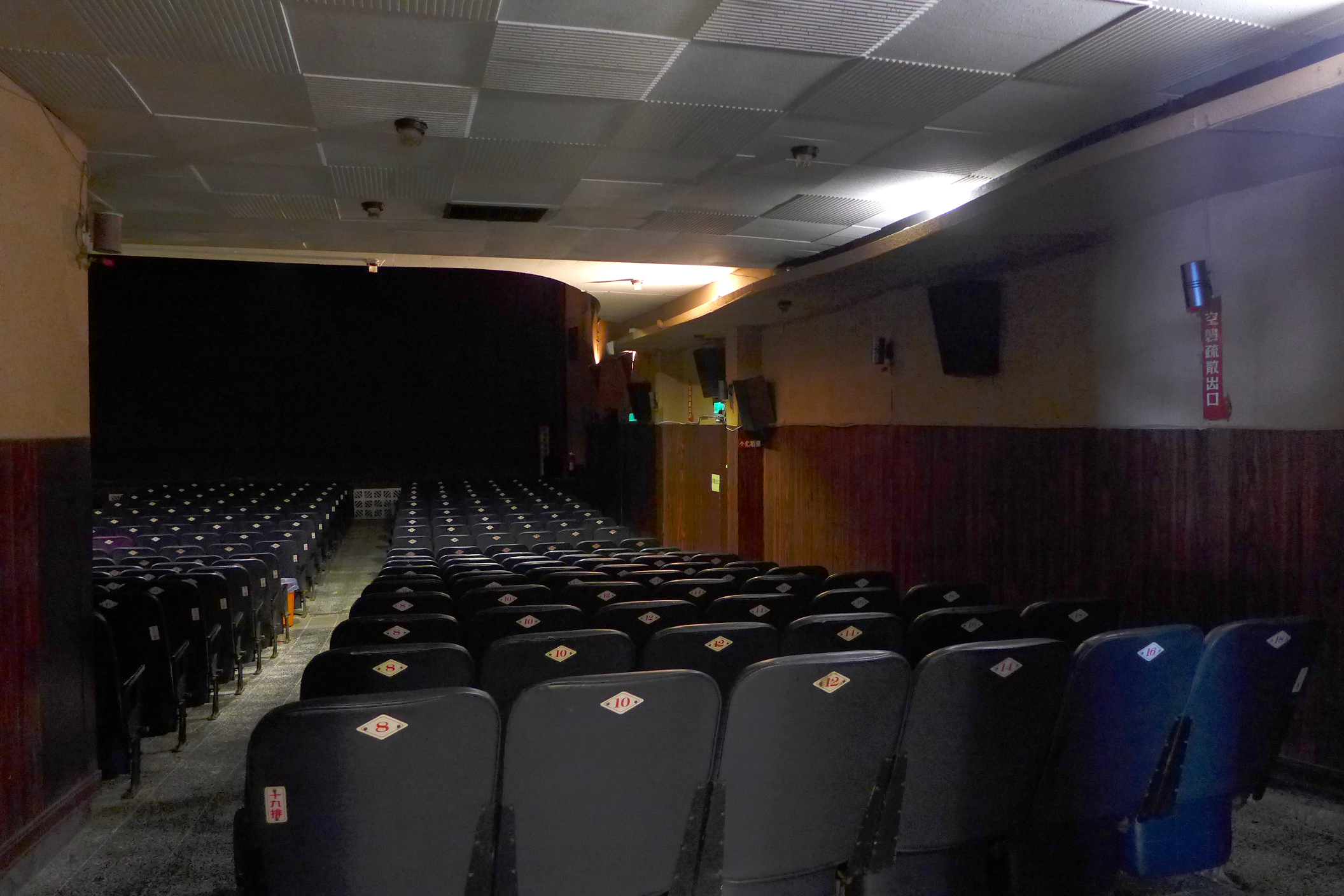
一廳

全美戲院是一座位於臺灣臺南市中西區的二輪戲院，前身是第一全成戲院。該戲院為臺灣僅存仍採用手繪電影看板的二輪戲院。

## 歷史
全美戲院的位置在臺灣日治時期晚期的地址是大宮町一丁目，是葉飛雄所有的三連棟店屋，但毀於第二次世界大戰。戰後由臺南富商歐雲明家族投資改建成「第一全成戲院」，1950年落成後所上映的第一部片子是歌仔戲電影《白蛇傳－夜訪雷峰塔》。而歐雲明家族除了經營第一全成戲院外，在臺南市中正路經營大全成與海安路全成兩家戲院。之後與兄弟姊妹歐雲清、歐雲炎等共同經營，並購入中正路國華街口由妹妹歐油柑及妹婿陳慶輝經營的小全成戲院，1969年，改名為今日戲院。大全成戲院後轉而經營千大百貨；海安路全成戲院位於沙卡里巴對面、滋味珍黑橋牌旁邊，後已拆除。
臺灣知名電影導演李安提及過他就讀高中時，最常到此觀賞電影。
1969年，歐家歐仙桃與夫婿吳義垣買下第一全成戲院，將名稱改為全美戲院。當時全美戲院是放映美國八大電影公司電影的首輪戲院，所上映的第一部電影是《警網勇金剛》。然而由於當時臺南市戲院林立競爭激烈，吳義垣遂採納一位戲院經理的建議，於1971年將全美戲院轉型成二輪戲院。在「6元一張票，一張票觀賞兩部片」的低價策略下，全美戲院吸引了大量的客群。而也在同一年，大全成戲院因經營不善而租給千大百貨，火災意外後改建成「今日精品街」，而小全成戲院則在1984年由吳義垣買下。
而隨著時代的演進，在錄影帶等新媒體出現、盜版猖獗、大型影城進駐等因素下，臺南的戲院數量開始減少。接手經營的第二代吳俊誠在此情形下，將戲院與文化結合，例如將戲院提供給南方影展等影展使用，使戲院能夠繼續經營下去。此外由全美戲院保留了大量過去的電影海報與劇照，故許多單位常向全美戲院商借，於電影相關展覽中展示。然而，全美戲院仍選擇保留手繪電影看板的傳統，並與手繪電影看板畫師顏振發保持長期合作。
2024年9月6日，由於顏振發指控全美戲院支付酬勞帳目不清，因此宣布暫停合作，臺南市政府文化局遂安排顏振發入住藍晒圖文創園區繼續其繪畫生涯。
2025年適逢全美戲院75周年，因不堪長年虧損因素，戲院經理吳俊誠於2月11日證實，戲院將於3月2日暫時熄燈，未來將尋求各方合作轉型。

### 來源
1. 1 2 3 4 5 6  曹婷婷. . 臺南市政府文化局. 2014-12: 頁101、102. ISBN 978-986-04-3031-8.
2. 1 2 3 4 5 6 7 8 9 10 11 12  馬小蘭. . 臺南市政府文化觀光處、Taiwan News 台灣英文新聞股份有限公司. 2010-04: 頁176－182. ISBN 978-986-02-3042-0.
3. ↑  . archive.ncafroc.org.tw.   [2025-02-21]. （原始内容存档于2021-10-25）.
4. ↑  Chou, Inna. . Vogue Taiwan. 2024-04-11  [2025-02-21]. （原始内容存档于2024-04-30） （中文（臺灣））.
5. ↑  . 換日線 Crossing.   [2025-02-21]. （原始内容存档于2024-07-06） （中文（臺灣））.
6. ↑  . 南方影展.   [2015-03-15]. （原始内容存档于2020-05-23）.
7. ↑  林偉民. . 《聯合報》. 2003-10-09: B2.
8. ↑  吳淑玲. . 《聯合報》. 2007-11-28: C2.
9. ↑  綦守鈺. . 《聯合報》. 2013-05-26: B2.
10. ↑  溫正衡. . 公視新聞網 PNN. 2024-09-18  [2025-02-21] （中文（繁體））.
11. ↑  張榮祥. .   [2024-11-04]. （原始内容存档于2024-10-03）.
12. ↑  張榮祥. . 中央社 CNA. 2025-02-11  [2025-02-21]. （原始内容存档于2025-02-14） （中文（臺灣））.
13. ↑  張榮祥. . 中央社 CNA. 2025-02-12  [2025-02-21]. （原始内容存档于2025-03-06） （中文（臺灣））.
14. ↑  溫正衡. . 公視新聞網 PNN. 2025-02-12  [2025-02-21]. （原始内容存档于2025-02-14） （中文（繁體））.
15. ↑  黃瑀喬. . 公視新聞網 PNN. 2025-02-13  [2025-02-21]. （原始内容存档于2025-02-14） （中文（繁體））.

## 外部連結
- 今日‧全美戲院的Facebook專頁
- 全美今日戲院手繪看板文創研習營 （页面存档备份，存于）
- 走進李安電影啟蒙地，老售票口、舊票根、手繪電影看板⋯⋯全美戲院三代吳堉田守護老戲院回憶 （页面存档备份，存于）（商周 alive （页面存档备份，存于））